# 館山站

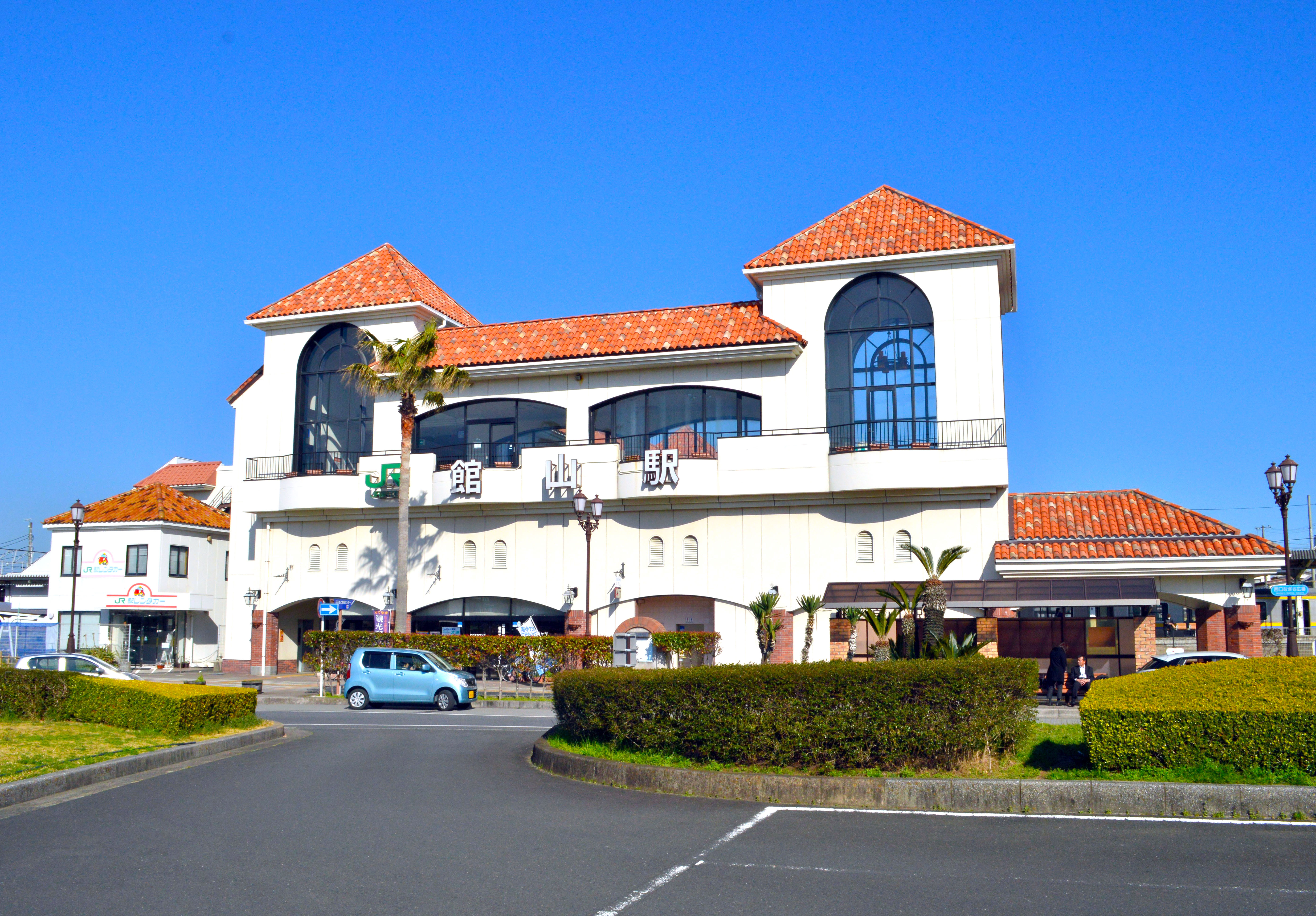
西出口（2016年3月17日）

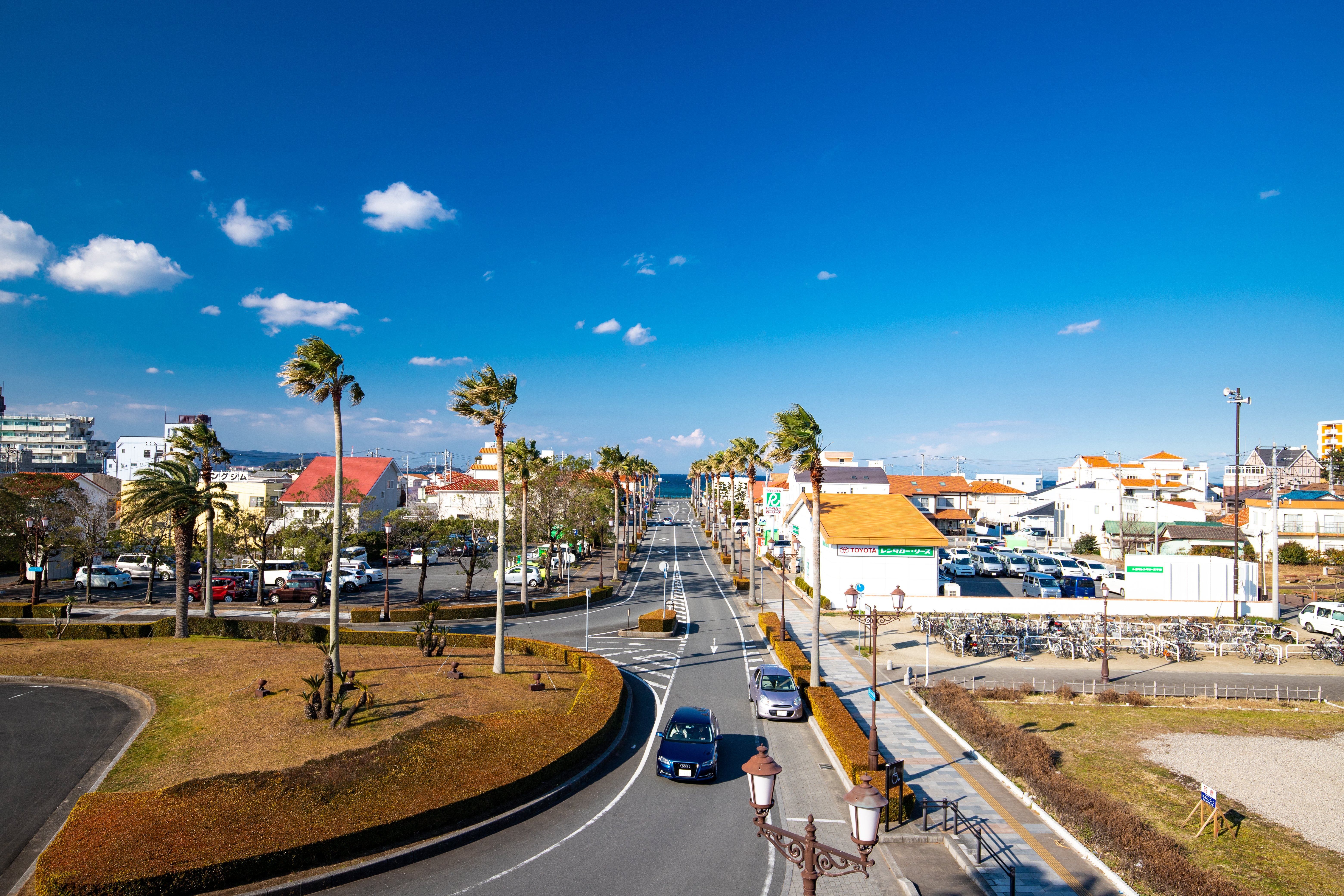
西出口站前（2019年1月26日）

館山站（日语：／ Tateyama eki */?）是位於千葉縣館山市北條，屬於東日本旅客鐵道（JR東日本）的內房線車站。此站被選為關東車站百選之一。

## 歷史

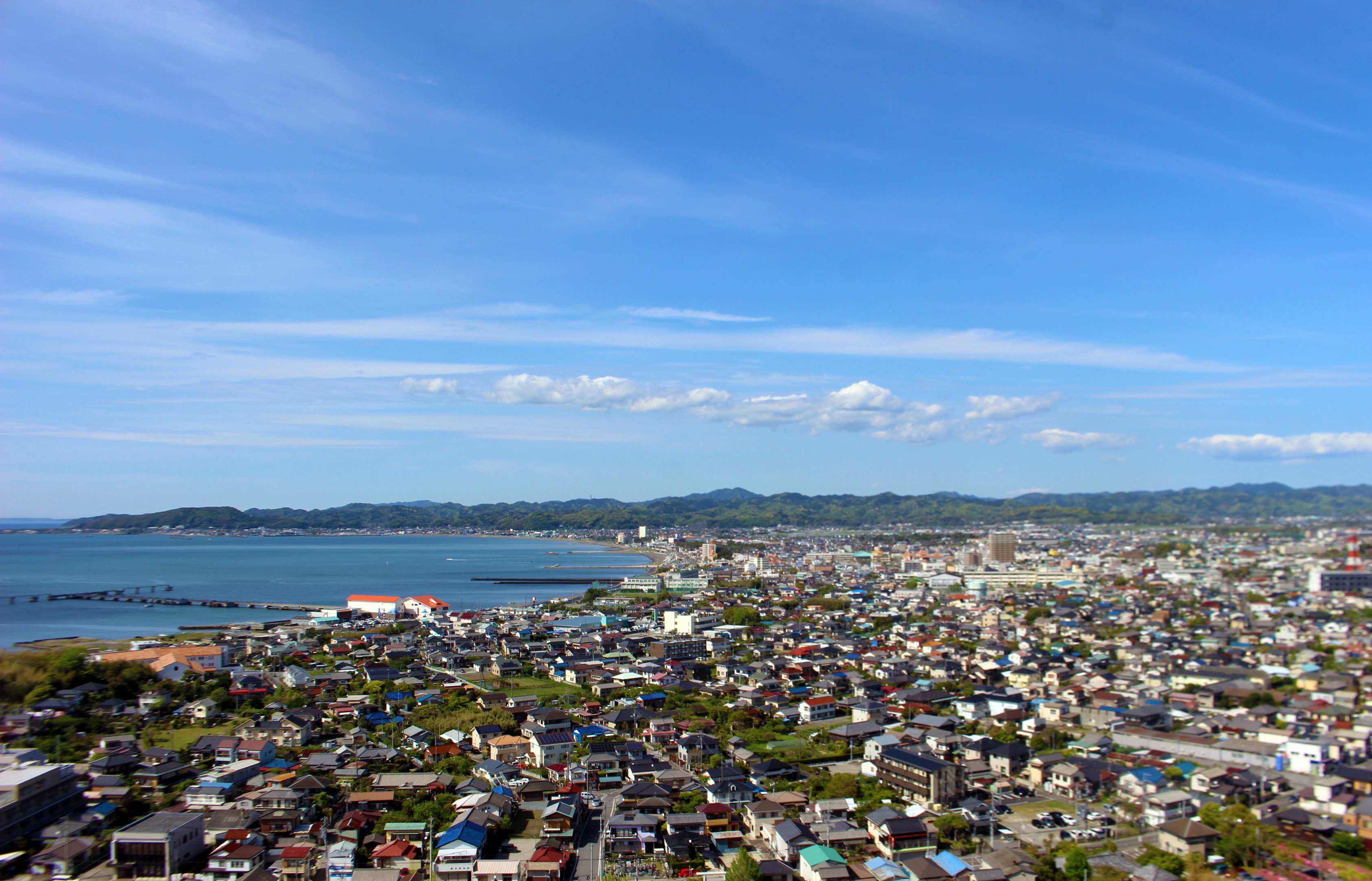
從館山城望向市區（圖中右後方為館山站）

此站位於舊北條町中心。北條與館山是不同的地方，而車站啟用當初名為安房北條站。在1933年（昭和8年），北條町與館山町合併，成為館山北條町。在1939年（昭和14年），館山北條町與那古町和船形町合併，成為館山市。在1946年（昭和21年）3月，車站改名為館山站。
- 1919年（大正8年）5月24日：北條線安房北條站（日语：／）啟用[1]。
- 1929年（昭和4年）4月15日：房總線延長至安房鴨川，北條線編入至房總線[1]。成為房總線車站[1]。
- 1933年（昭和8年）4月1日：房總線蘇我至安房鴨川之間分離成為房總西線，此站成為房總西線車站[1]。
- 1946年（昭和21年）3月1日：車站改名為館山站[1]。
- 1969年（昭和44年）7月11日：路線電氣化完成[1]。
- 1972年（昭和47年）7月15日：路線名稱改為內房線[1]。
- 1982年（昭和57年）11月15日：結束貨物起卸業務。
- 1987年（昭和62年）4月1日：伴隨國鐵分割民營化，車站由東日本旅客鐵道（JR東日本）營運[1]。
- 1999年（平成11年）3月27日：跨站式站房和自由通道落成啟用[注 1]。
- 2009年（平成21年）3月14日：此站可以使用IC卡「Suica」[6]。成為東京近郊區間區域內[6]。
- 2019年（令和元年）11月9日：發車音樂改為使用X JAPAN的「Forever Love」[7][8]。

## 車站構造
此站是地面車站，設有1面1線的單式月台和1面2線的島式月台。車站設有跨站式站房。3號月台靠近海一方設有數條留置線和維護路軌專用設施。一共設有下行1條，上行6條留置線。車站出口中，靠近海一方的是西出口，靠近市區較繁榮和設有巴士總站的是東出口。
此站是直營車站和管理車站。此站負責管理保田站至和田浦站之間各站。車站內設有綠色窗口（營業時間：早上6時30分至晚上8時）。在2009年（平成21年）3月14日，此站引入自動閘機（可支援Suica）和指定席售票機。
發車音樂中，在2019年11月9日起使用了X JAPAN的「Forever Love」。從前是使用永樂電氣製造的「濱千鳥」。

### 月台
| 月台 | 路線    | 上下行 | 方向             | 備註                            |
| ---- | ------- | ------ | ---------------- | ------------------------------- |
| 1    | ■內房線 | 下行   | 安房鴨川方向     | 部分使用2、3號月台              |
| 2、3 | ■內房線 | 上行   | 木更津、千葉方向 | 部分新宿細波號列車在1號月台出發 |

參考
- 下行直通列車主要使用1號月台，上行列車主要使用2號月台，從此站出發的下行列車主要使用3號月台。

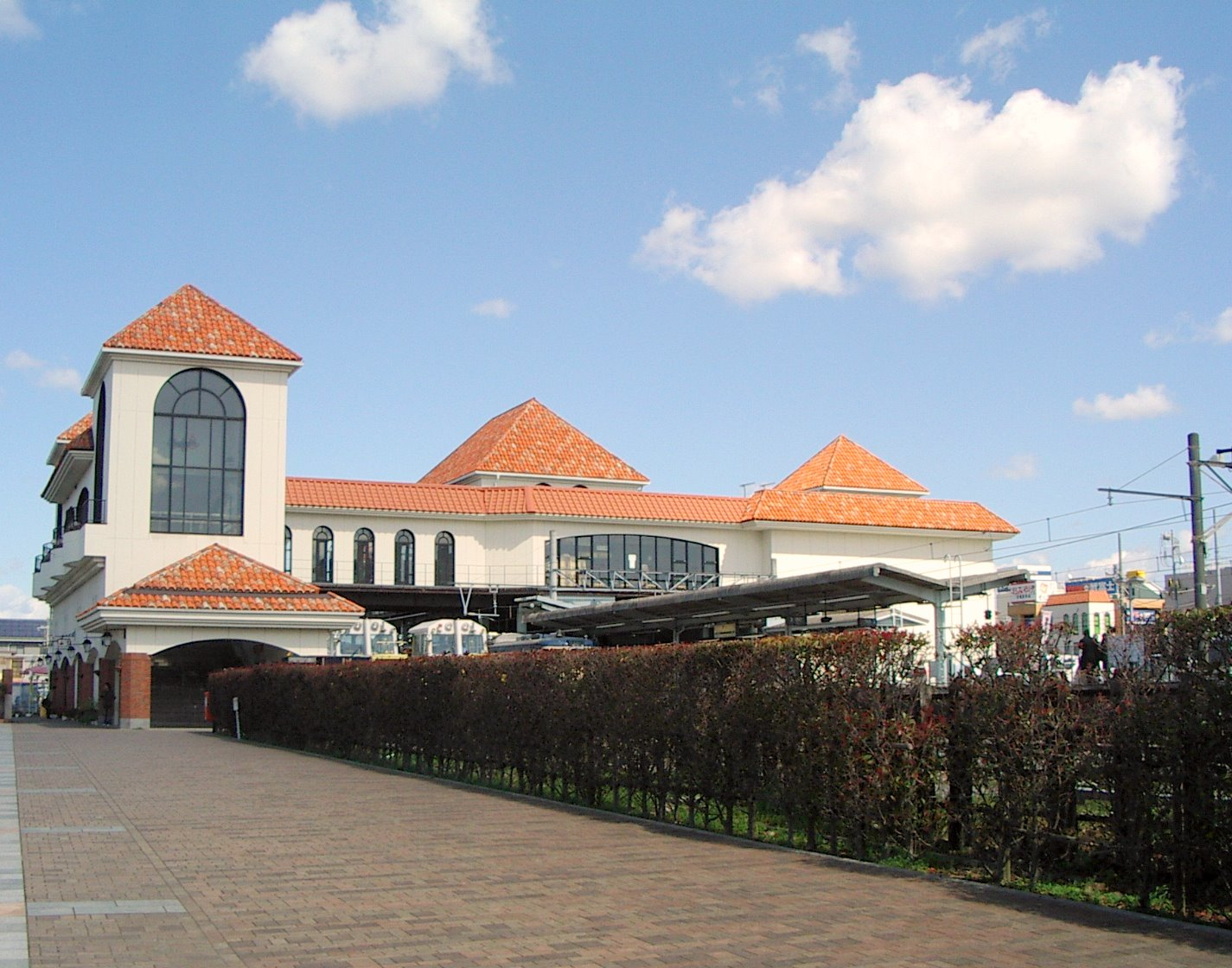
車站大樓全景（2007年3月12日）
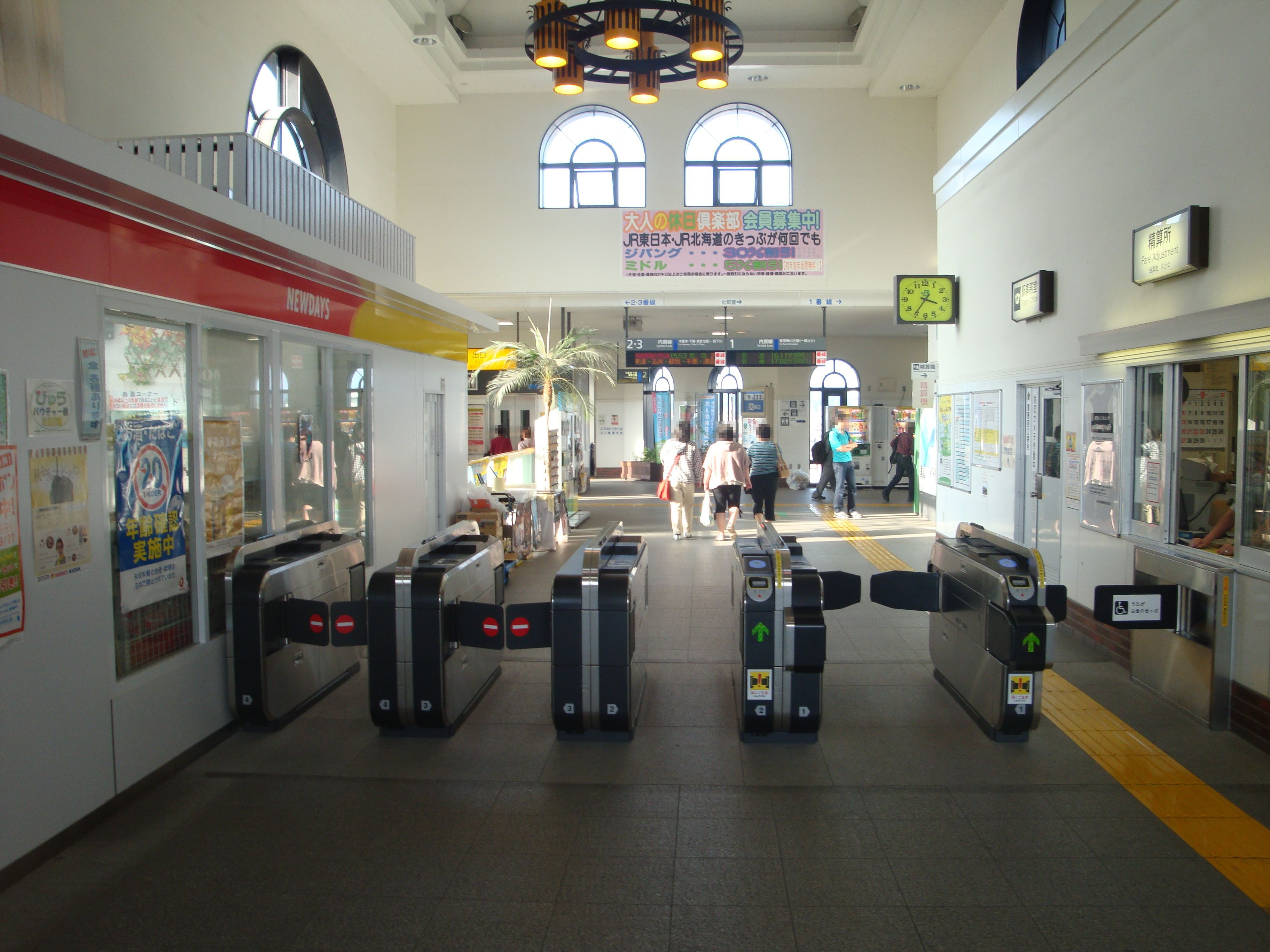
閘口（2009年9月22日）
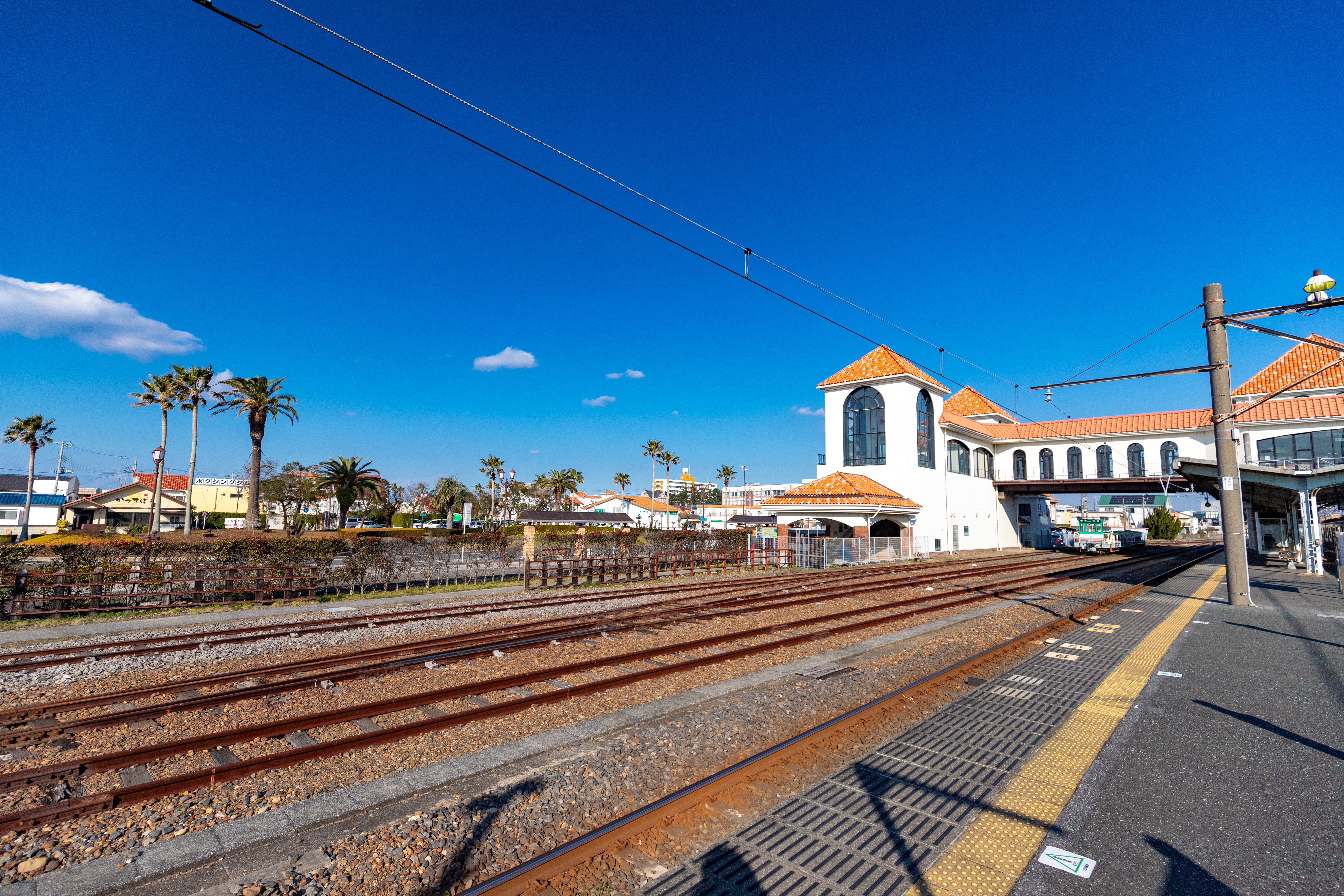
月台（2019年1月26日）

### 車站設備
- 廁所（濕廁）位於閘口內1處。在閘外西出口和東出口也各有廁所。
- 各月台與車站大堂之間設有上行電梯。
- 車站大堂與西出口或東出口之間設有為升降機。
- 2、3號月台與車站大堂之間設有升降機。
- 在閘口外設有NewDaysmini。
- 在自由通道東邊設有市民畫廊（展示畫作等）。
- 東出口處設有觀光詢問處和物產展示區域。
- 西出口處設有車站租車接待處。
- 閘口上設有電子顯示牌。
- 此站可租賃出租電動單車，委托了JR東日本出租租賃負責。
- 在閘口附近牆上設置了「關東車站百選」認定板[11]。

### 站內配線、信號設備等
| 運輸編號 | 月台 | 可容納車廂 | 千葉方向到發 | 安房鴨川方向到發 | 引上線到發 | 電留線到發 | 備註       |
| -------- | ---- | ---------- | ------------ | ---------------- | ---------- | ---------- | ---------- |
| 下本     | 1    | 11卡       | 可到達或出發 | 可到達或出發     | 可進出     | 可進出     | 下行主本線 |
| 上本     | 2    | 11卡       | 可到達或出發 | 可到達或出發     | 可進出     | 可進出     | 上行主本線 |
| 上1      | 3    | 11卡       | 可到達或出發 | 可到達或出發     | 可進出     | 可進出     |            |

- 在信號設備上，此站不能通過（在場內信號燈中，沒有進行燈）。
- 主要在晚間，1、3號月台和靠近那古船形一方設有留置線（電留1號 - 電留6號線），可停泊5列普通列車。
- 在靠近九重一方設有引上線，用作停泊臨時列車或工程列車進行機走（日语：機回し）之用。

* 參考資料：「JR東日本全線【決定版】鉄道地図帳」 第4卷 「水戶、千葉分社管內編」 《學研》 2010年3月

## 車站便當

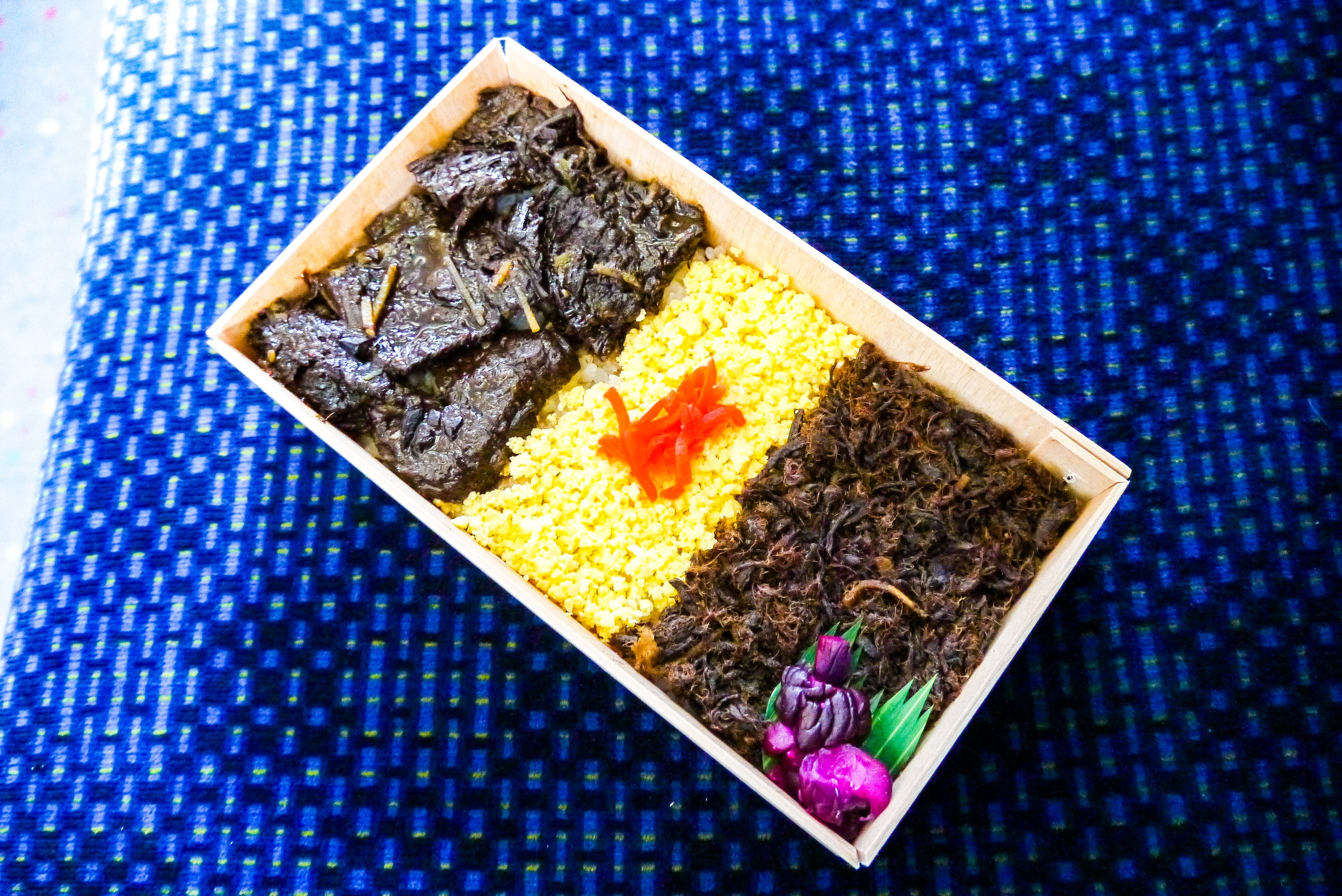
著名的車站便當——鯨魚便當（2014年2月1日）

在東出口出入口前設有Marine（餐廳和商店），事實上是一間製造車站便當的公司，可預先預約。
「房州名物鯨魚便當」（1000円）使用了貴重的鯨魚肉，在各媒體中曾經介紹當地的便當。
以下為主要發售的車站便當列表（截至2017年）：
- 房州名物鯨魚便當
- 鯨魚便當龍田炸物
- 幕之內便當

## 使用狀況
在2019年（令和元年）度1日平均乘車人次為1,599人，以下為乘車人次變化列表：
| 乘車人次變化       | 乘車人次變化     | 乘車人次變化 |
| 年度               | 1日平均 乘車人次 | 參考資料     |
| ------------------ | ---------------- | ------------ |
| 1990年（平成02年） | 6,151            | [ * 1 ]      |
| 1991年（平成03年） | 5,778            | [ * 2 ]      |
| 1992年（平成04年） | 5,619            | [ * 3 ]      |
| 1993年（平成05年） | 5,572            | [ * 4 ]      |
| 1994年（平成06年） | 5,266            | [ * 5 ]      |
| 1995年（平成07年） | 5,001            | [ * 6 ]      |
| 1996年（平成08年） | 4,685            | [ * 7 ]      |
| 1997年（平成09年） | 4,402            | [ * 8 ]      |
| 1998年（平成10年） | 4,247            | [ * 9 ]      |
| 1999年（平成11年） | 4,057            | [ * 10 ]     |
| 2000年（平成12年） | 3,861            | [ * 11 ]     |
| 2001年（平成13年） | 3,695            | [ * 12 ]     |
| 2002年（平成14年） | 3,528            | [ * 13 ]     |
| 2003年（平成15年） | 3,415            | [ * 14 ]     |
| 2004年（平成16年） | 3,319            | [ * 15 ]     |
| 2005年（平成17年） | 3,184            | [ * 16 ]     |
| 2006年（平成18年） | 2,935            | [ * 17 ]     |
| 2007年（平成19年） | 2,695            | [ * 18 ]     |
| 2008年（平成20年） | 2,438            | [ * 19 ]     |
| 2009年（平成21年） | 2,299            | [ * 20 ]     |
| 2010年（平成22年） | 2,127            | [ * 21 ]     |
| 2011年（平成23年） | 1,963            | [ * 22 ]     |
| 2012年（平成24年） | 1,951            | [ * 23 ]     |
| 2013年（平成25年） | 1,977            | [ * 24 ]     |
| 2014年（平成26年） | 1,882            | [ * 25 ]     |
| 2015年（平成27年） | 1,858            | [ * 26 ]     |
| 2016年（平成28年） | 1,786            | [ * 27 ]     |
| 2017年（平成29年） | 1,692            | [ * 28 ]     |
| 2018年（平成30年） | 1,656            | [ * 29 ]     |
| 2019年（令和元年） | 1,599            |              |

## 車站周邊

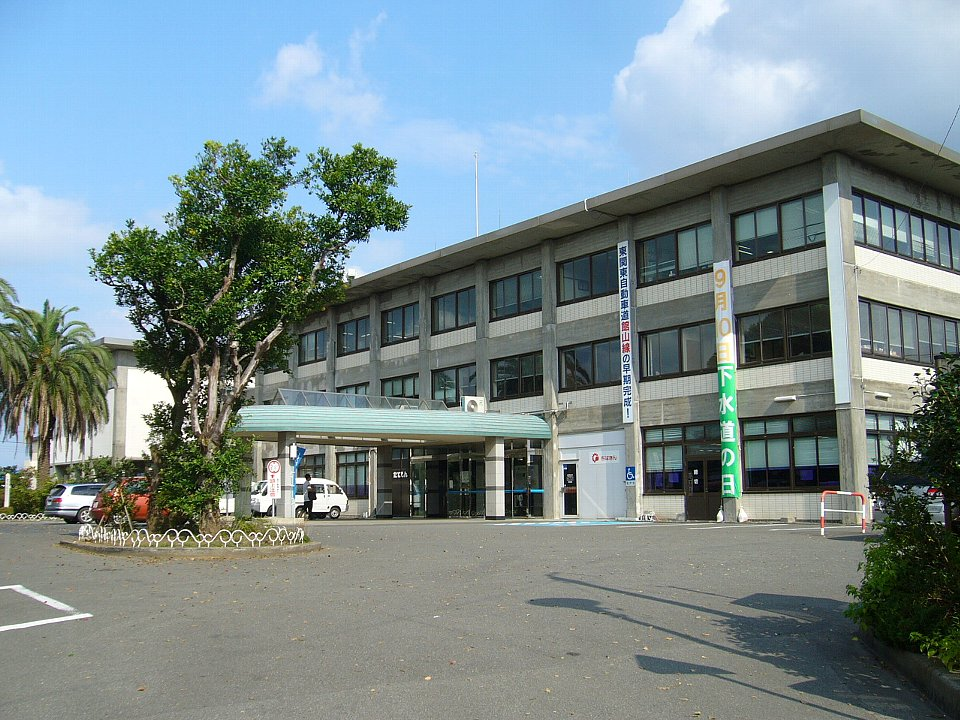
館山市政廳

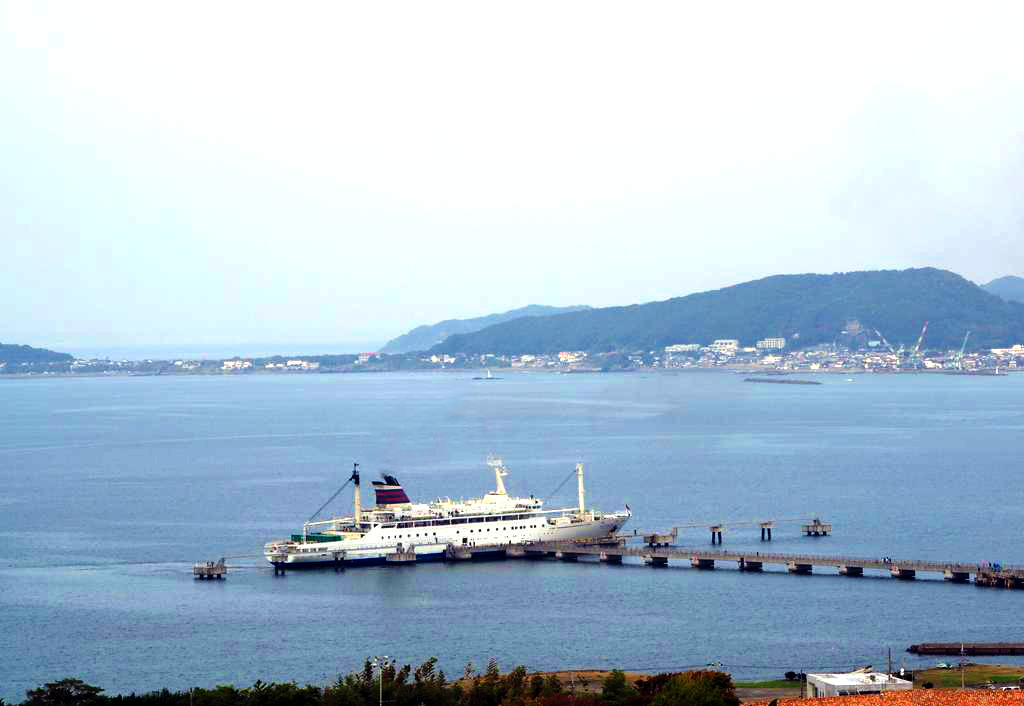
館山港（特定地域振興重要港灣）

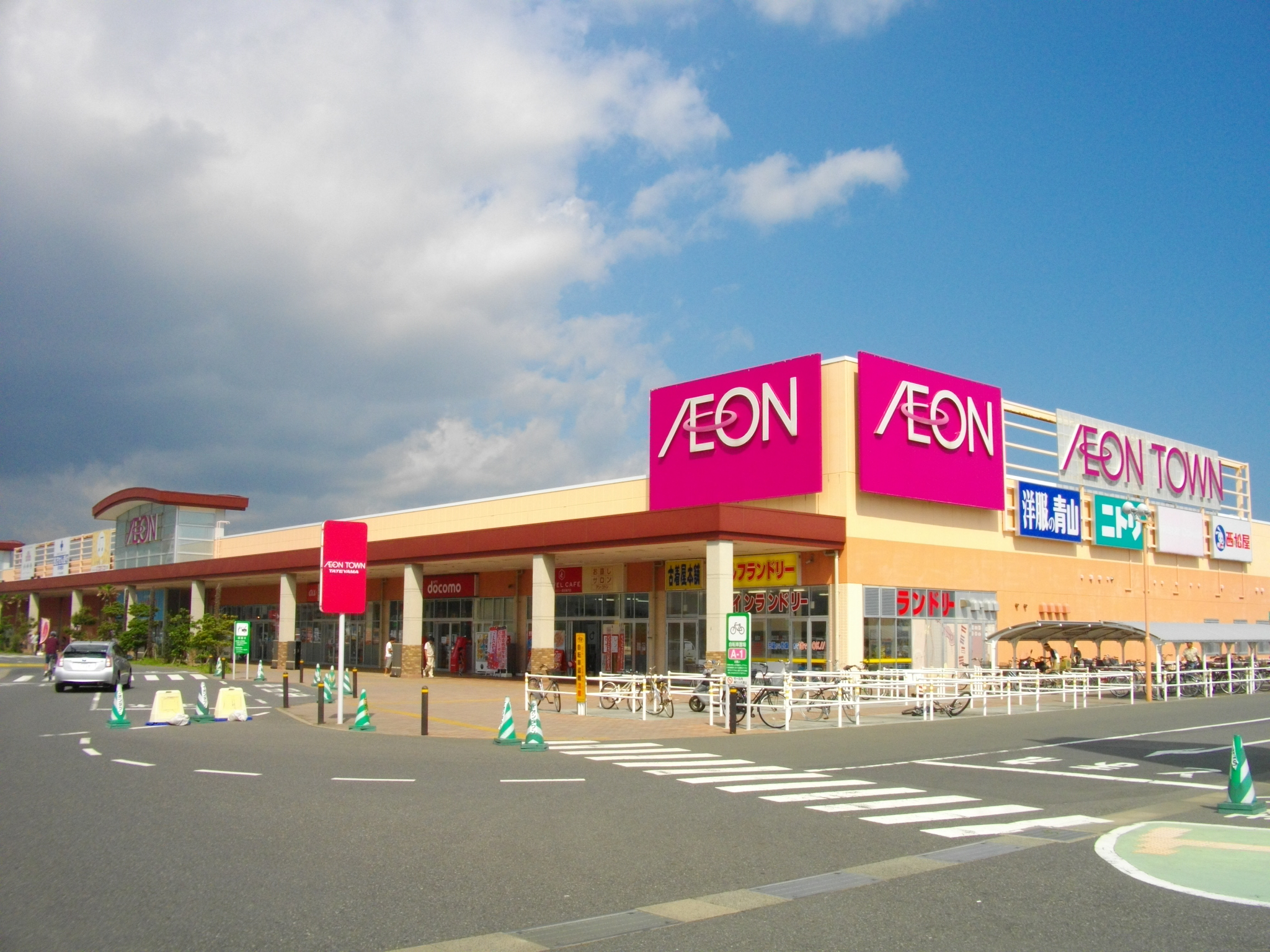
AEON Town館山

此站位於館山市中心位置。車站周邊設有行政機構、公共設施、中小型商店等設施。鄰近車站設有國道127號、128號、410號的起點（於南總文化會堂前、北條路口）。沿國道上設有大型購物中心、商業設施和餐廳（連鎖店）。在館山灣一帶設有酒店、旅館和民宿等許多住宿設施。
- 國道127號（日语：国道127号）
- 國道128號（日语：国道128号）
- 國道410號（日语：国道410号）
- 千葉縣道250號館山港線（日语：千葉県道250号館山港線）
- 千葉縣道257號南安房公園線（日语：千葉県道257号南安房公園線）
- 千葉縣道271號館山停車場線（日语：千葉県道271号館山停車場線）
- 千葉縣道302號館山富浦線（日语：千葉県道302号館山富浦線）
- 館山港（館山灣）
- 館山市政廳
- 海上自衛隊館山航空基地（日语：館山航空基地）
- 千葉県立安房高等學校（日语：千葉県立安房高等学校）
- 千葉県立館山綜合高等學校（日语：千葉県立館山総合高等学校）水產校舍
- 千葉県安房西高等學校（日语：千葉県安房西高等学校）
- 館山市立第三中學（日语：館山市立第三中学校）
- 館山市立北条小學
- 館山市北條幼稚園
- “渚之驛”館山（日语：“渚の駅”たてやま）
- 千葉県南總文化會堂
- 館山市社區中心
- 東京國稅局館山稅務署
- 館山警署（日语：館山警察署）
- 館山郵局（日语：館山郵便局）
- 館山站前郵局
- 北条海灘
- 鶴谷八幡宮（日语：鶴谷八幡宮）
- 北條中央公園
- JR巴士關東館山分店（日语：ジェイアールバス関東館山支店）
- 日東交通（日语：日東交通 (千葉県)）館山營業所

主要商業設施
- AEON Town館山（日语：イオンタウン館山）
  - AEON館山店
  - 山田電機Teccland館山店
- 館山市場
- 小戶（日语：おどや）超級中心館山店
- 小戶北條店
- 小戶館山海岸店
- K's電機（日语：ケーズホールディングス）館山店
- Cainz（日语：カインズ）館山店
- 宮澤書店總店

## 巴士路線
| 乘車處            | 乘車處 | 系統             | 主要途經                                           | 目的地                      | 巴士公司              | 備註                                   |
| ----------------- | ------ | ---------------- | -------------------------------------------------- | --------------------------- | --------------------- | -------------------------------------- |
| 館山站 （東出口） | 1      | 房總菜之花號     |                                                    | 東京站                      | JR巴士關東 日東交通   |                                        |
| 館山站 （東出口） | 1      | 新宿油菜花號     |                                                    | Busta新宿（新宿站新南出口） | JR巴士關東 日東交通   |                                        |
| 館山站 （東出口） | 2      | 洲之崎線         | 西岬、坂田、休暇村館山、伊戶漁港                   | 南房天堂                    | JR巴士關東            | 部分班次以休暇村館山或伊戶漁港為終點站 |
| 館山站 （東出口） | 2      | 洲之崎線         | 西岬、坂田、休暇村館山、伊戶漁港、南房天堂         | 相之濱                      | JR巴士關東            | 只有2往返班次                          |
| 館山站 （東出口） | 2      | 洲之崎線         | 西岬、坂田、休暇村館山、伊戶漁港、南房天堂、相之濱 | 安房白濱                    | JR巴士關東            | 2月、3月的星期六、日及假期服務         |
| 館山站 （東出口） | 2      | 洲之崎線         | 西岬、早物、西岬小學前、坂田                       | 伊戶 （館山站）             | JR巴士關東            |                                        |
| 館山站 （東出口） | 2      | 南房州本線       | 安房神戶、花公園、野島崎燈塔口                     | 安房白濱                    | JR巴士關東            | 平日早上1班經東光寺                    |
| 館山站 （東出口） | A      | 南總里見號       | 木更津羽鳥野BS、蘇我站、千葉站                     | 千葉港站                    | 日東交通 千葉城市巴士 |                                        |
| 館山站 （東出口） | A      |                  | 羽田機場                                           | 橫濱站                      | 日東交通 京濱急行巴士 |                                        |
| 館山站 （東出口） | A      | 市內線           | 下町                                               | 館山航空隊                  | 日東交通              |                                        |
| 館山站 （東出口） | A      | 市內線           | 船形前站、富浦站前、南無谷                         | 小濱                        | 日東交通              |                                        |
| 館山站 （東出口） | B      | 鴨川 - 館山線    | 安房地域醫療中心、南三原站前、鴨川站               | 龜田醫院                    | 日東交通              |                                        |
| 館山站 （東出口） | B      | 館山-千倉-白濱線 | 安房地域醫療中心、千倉站、本千倉                   | 安房白濱                    | 日東交通              |                                        |
| 館山站 （東出口） | B      | 經豐房 白濱線    | 豐房、下神余、野島崎燈塔口                         | 安房白濱                    | 日東交通              |                                        |
| 館山站 （東出口） | B      | 丸線             | 那古宿、三芳醫院前、川谷                           | 細田                        | 日東交通              |                                        |
| 館山站 （東出口） | B      | 平群線           | 那古宿、三芳醫院前、不寢見川                       | 平群車廠                    | 日東交通              |                                        |

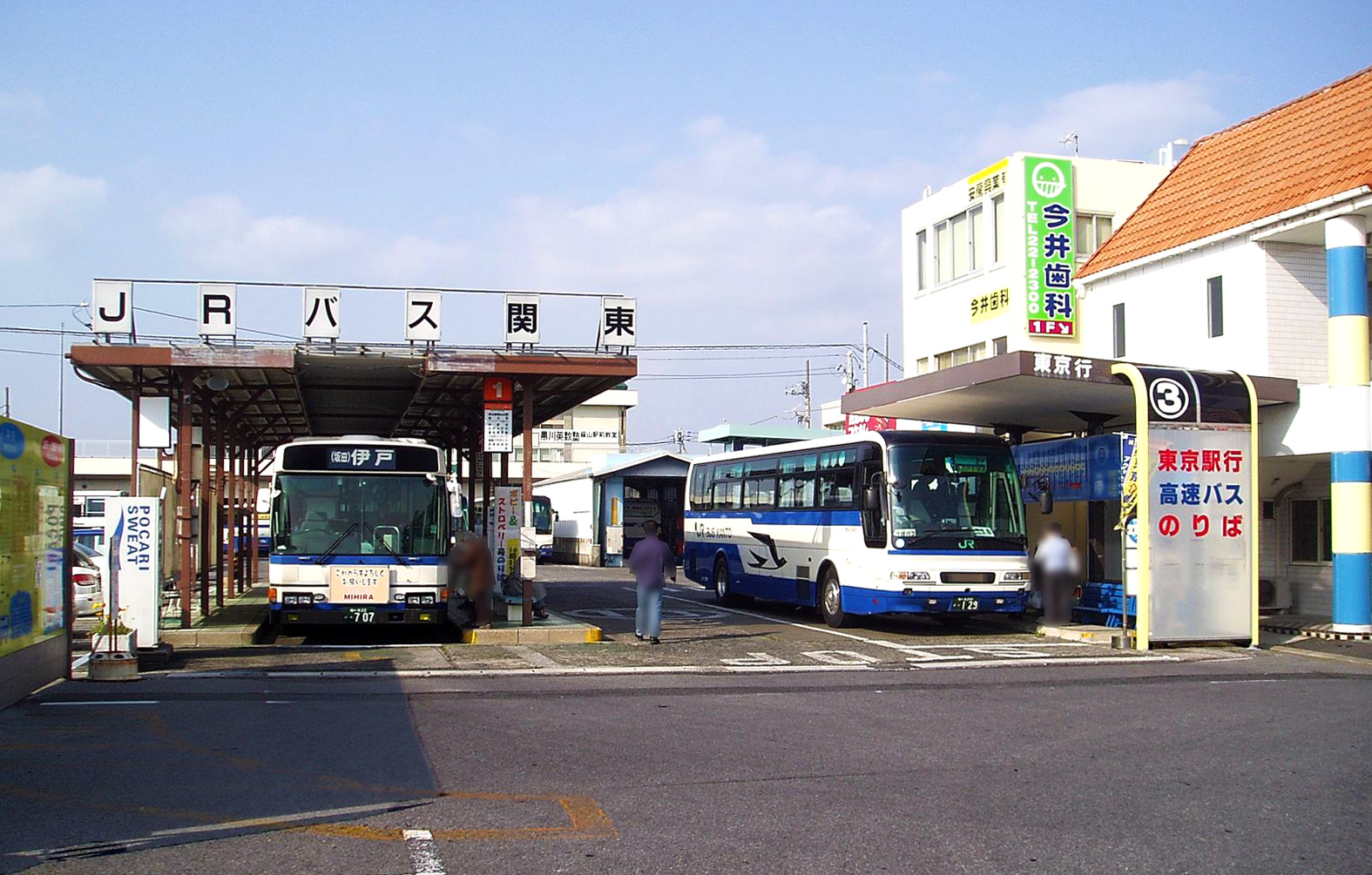
JR巴士乘車處（2008年3月18日）

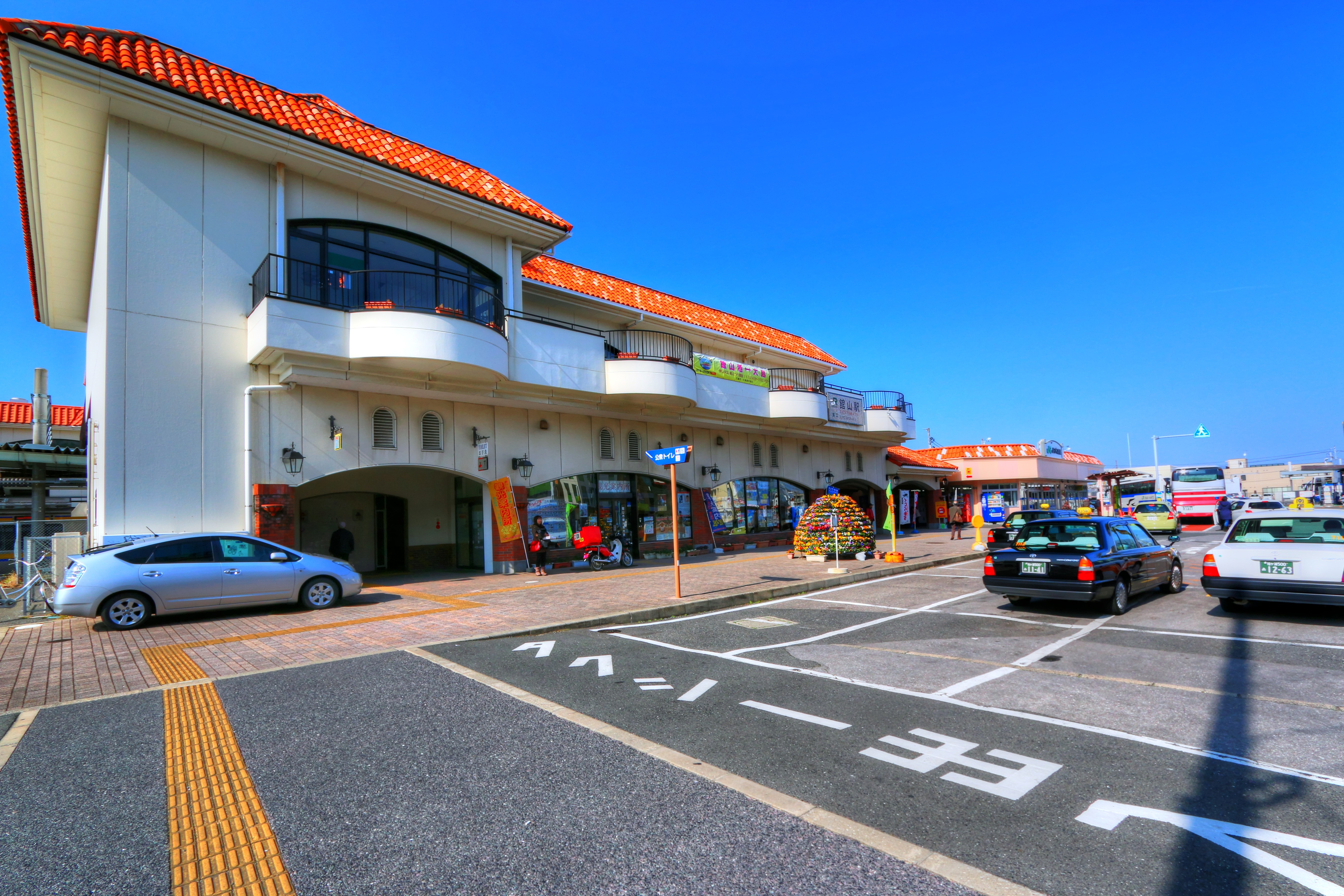
東出口的士乘車場（2014年2月1日）

- 乘車處 = 1 - 2 ： 位於車站旁的JR巴士關東館山分店（日语：ジェイアールバス関東館山支店）內的巴士站
- 乘車處 = A ： 於站前迴旋路（派出所旁）
- 乘車處 = B ： 日東交通新候車室
- 下車處位於站前（共用，除了部分路線外）。

## 相鄰車站
東日本旅客鐵道（JR東日本）
■內房線
那古船形－館山－九重

## 注腳

### 使用狀況
1. ↑  千葉縣統計年鑑 （页面存档备份，存于）（日語） - 千葉縣
2. ↑  館山市統計書 （页面存档备份，存于）（日語） - 館山市

JR東日本2000年度以後的乘車人次
1. ↑  各駅の乗車人員（2000年度） （页面存档备份，存于）（日語） - JR東日本
2. ↑  各駅の乗車人員（2001年度） （页面存档备份，存于）（日語） - JR東日本
3. ↑  各駅の乗車人員（2002年度） （页面存档备份，存于）（日語） - JR東日本
4. ↑  各駅の乗車人員（2003年度） （页面存档备份，存于）（日語） - JR東日本
5. ↑  各駅の乗車人員（2004年度） （页面存档备份，存于）（日語） - JR東日本
6. ↑  各駅の乗車人員（2005年度） （页面存档备份，存于）（日語） - JR東日本
7. ↑  各駅の乗車人員（2006年度） （页面存档备份，存于）（日語） - JR東日本
8. ↑  各駅の乗車人員（2007年度） （页面存档备份，存于）（日語） - JR東日本
9. ↑  各駅の乗車人員（2008年度） （页面存档备份，存于）（日語） - JR東日本
10. ↑  各駅の乗車人員（2009年度） （页面存档备份，存于）（日語） - JR東日本
11. ↑  各駅の乗車人員（2010年度） （页面存档备份，存于）（日語） - JR東日本
12. ↑  各駅の乗車人員（2011年度） （页面存档备份，存于）（日語） - JR東日本
13. ↑  各駅の乗車人員（2012年度） （页面存档备份，存于）（日語） - JR東日本
14. ↑  各駅の乗車人員（2013年度） （页面存档备份，存于）（日語） - JR東日本
15. ↑  各駅の乗車人員（2014年度） （页面存档备份，存于）（日語） - JR東日本
16. ↑  各駅の乗車人員（2015年度） （页面存档备份，存于）（日語） - JR東日本
17. ↑  各駅の乗車人員（2016年度） （页面存档备份，存于）（日語） - JR東日本
18. ↑  各駅の乗車人員（2017年度） （页面存档备份，存于）（日語） - JR東日本
19. ↑  各駅の乗車人員（2018年度） （页面存档备份，存于）（日語） - JR東日本
20. ↑  各駅の乗車人員（2019年度） （页面存档备份，存于）（日語） - JR東日本

千葉縣統計年鑑
1. ↑  千葉縣統計年鑑（平成3年） （页面存档备份，存于）（日語）
2. ↑  千葉縣統計年鑑（平成4年） （页面存档备份，存于）（日語）
3. ↑  千葉縣統計年鑑（平成5年） （页面存档备份，存于）（日語）
4. ↑  千葉縣統計年鑑（平成6年） （页面存档备份，存于）（日語）
5. ↑  千葉縣統計年鑑（平成7年） （页面存档备份，存于）（日語）
6. ↑  千葉縣統計年鑑（平成8年） （页面存档备份，存于）（日語）
7. ↑  千葉縣統計年鑑（平成9年） （页面存档备份，存于）（日語）
8. ↑  千葉縣統計年鑑（平成10年） （页面存档备份，存于）（日語）
9. ↑  千葉縣統計年鑑（平成11年） （页面存档备份，存于）（日語）
10. ↑  千葉縣統計年鑑（平成12年） （页面存档备份，存于）（日語）
11. ↑  千葉縣統計年鑑（平成13年） （页面存档备份，存于）（日語）
12. ↑  千葉縣統計年鑑（平成14年） （页面存档备份，存于）（日語）
13. ↑  千葉縣統計年鑑（平成15年） （页面存档备份，存于）（日語）
14. ↑  千葉縣統計年鑑（平成16年） （页面存档备份，存于）（日語）
15. ↑  千葉縣統計年鑑（平成17年） （页面存档备份，存于）（日語）
16. ↑  千葉縣統計年鑑（平成18年） （页面存档备份，存于）（日語）
17. ↑  千葉縣統計年鑑（平成19年） （页面存档备份，存于）（日語）
18. ↑  千葉縣統計年鑑（平成20年） （页面存档备份，存于）（日語）
19. ↑  千葉縣統計年鑑（平成21年） （页面存档备份，存于）（日語）
20. ↑  千葉縣統計年鑑（平成22年） （页面存档备份，存于）（日語）
21. ↑  千葉縣統計年鑑（平成23年） （页面存档备份，存于）（日語）
22. ↑  千葉縣統計年鑑（平成24年） （页面存档备份，存于）（日語）
23. ↑  千葉縣統計年鑑（平成25年） （页面存档备份，存于）（日語）
24. ↑  千葉縣統計年鑑（平成26年） （页面存档备份，存于）（日語）
25. ↑  千葉縣統計年鑑（平成27年） （页面存档备份，存于）（日語）
26. ↑  千葉縣統計年鑑（平成28年） （页面存档备份，存于）（日語）
27. ↑  千葉縣統計年鑑（平成29年） （页面存档备份，存于）（日語）
28. ↑  千葉縣統計年鑑（平成30年） （页面存档备份，存于）（日語）
29. ↑  千葉縣統計年鑑（令和元年） （页面存档备份，存于）（日語）

## 外部連結
- 車站資訊（館山）：東日本旅客鐵道（日語）